# Tyson Brummett
Tyson Colby Brummett (Columbus, Misisipi; 15 de agosto de 1984-American Fork Canyon, Utah; 3 de julio de 2020) fue un beisbolista estadounidense.

## Carrera
Como pitcher, jugó para los Philadelphia Phillies el 3 de octubre de 2012, equipo que lo reclutó en 2007 y en el que jugó en sus ligas menores hasta 2012, año en que fue promovido a las grandes ligas. Posteriormente firmó con los Dodgers de Los Ángeles como agente libre en 2014 y fue liberado en agosto de ese mismo año al no haber jugado ningún partido de las grandes ligas con ninguno de los dos equipos.
Al retirarse de la actividad deportiva, Brummett se convirtió en piloto de avión.

## Fallecimiento
Falleció en el American Fork Canyon el 3 de julio de 2020 a los treinta y cinco años en un accidente aéreo. La avioneta Cesna 172 que pilotaba el propio jugador impactó contra las montañas Wasacht en Salt Lake City. Según las declaraciones del alguacil local, Brummett y los otros tres pasajeros de la avioneta fallecieron en el impacto.